# 29471 Spejbl
29471 Spejbl è un asteroide della fascia principale. Scoperto nel 1997, presenta un'orbita caratterizzata da un semiasse maggiore pari a 2,3449301 UA e da un'eccentricità di 0,1119645, inclinata di 3,20073° rispetto all'eclittica.